# Windows Sysinternals
Windows Sysinternals ist eine Abteilung der Firma Microsoft, in der System-Werkzeuge für das Betriebssystem Windows entwickelt und als Freeware im Internet angeboten werden.

## Geschichte
„Winternals Software LP“, kurz „Winternals“ genannt, war ein im Jahr 1996 von Mark Russinovich und Bryce Cogswell gegründetes Software-Unternehmen. Winternals hatte sich auf die Entwicklung von Diagnose-Software für das Betriebssystem Windows, damals Windows 9x und Windows NT, spezialisiert. Die entwickelte Software wurde zum Teil kommerziell unter dem Namen „Winternals“ und zum Teil kostenfrei unter dem Namen „Sysinternals“ im Internet als Freeware angeboten.
Am 18. Juli 2006 wurde die Firma Winternals von Microsoft aufgekauft und später als „Windows Sysinternals“ in den Konzern eingegliedert. Die beiden Gründer von Winternals arbeiten seitdem an der Entwicklung von Windows mit.
Im November 2018 wurde von Microsoft bekanntgegeben, dass ein Teil der Programme zukünftig auch unter Linux lauffähig sein soll. Bisher (Stand: März 2023) sind vier Programme für Linux erschienen.

## Produkte
Die Produkt-Palette umfasst Dateisystem-, Netzwerk-, Sicherheits- sowie Diagnose-Werkzeuge, welche von Microsoft einzeln und als „Sysinternals Suite“ in einer Werkzeug-Sammlung kostenfrei angeboten werden. Häufig verwendete Programme aus dieser Produkt-Palette sind beispielsweise Process Explorer oder AutoRuns.